# Unto This Last
Unto This Last ist ein Werk des englischen Künstlers, Schriftstellers und Sozialtheoretikers John Ruskin. Es erschien 1862 als Buchveröffentlichung von vier Zeitschriftenartikeln, stieß zunächst auf heftige Kritik und wurde wenig gelesen. Später entwickelte es sich zu einem der einflussreichsten sozialkritischen Werke und wurde in viele Sprachen übersetzt, unter anderem von Mahatma Gandhi in Gujarati, der auch inhaltliche Anregungen übernahm.
Im Kern ist Unto This Last eine Kritik an der „soi-disant science of political economy“
(Ruskin) Smith- und Millscher Prägung mit ihren Elementen der egoistischen Nutzenmaximierung, des Laissez-faire-Marktprinzips und der Kapitalvermehrung als Selbstzweck.
Demgegenüber plädiert Ruskin für eine Wert-, Nutzen- und Menschenorientierung wirtschaftlichen Handelns.